# Charlotte Schultz-Ewerth
Emilie Marie Charlotte Schultz-Ewerth, geborene Charlotte Schultz, Pseudonym Christa Maria Parcham (* 11. Juni 1898 in Charlottenburg; † nach 1936) war eine deutsche Schriftstellerin.

## Leben und Tätigkeit
Charlotte Schultz war eine Tochter des Kaufmanns Carl Richard Schultz und seiner Ehefrau Mathilde, geb. Graewert. Sie besuchte das Pestalozzi-Lyzeum und die Handelsakademie in Berlin. Von 1916 bis 1919 war sie im preußischen Kultusministerium beschäftigt, zuletzt als persönliche Sekretärin des Ministers.
1920 heiratete Schultz den letzten deutschen Gouverneur von Samoa Erich Schultz-Ewerth. Aus der Ehe gingen drei Söhne hervor: Henning (* 12. Juni 1921; † 24. Dezember 1944 in Montleban), Christian (* 2. August 1922) und Eckart (* 1. Januar 1924, † 1961). Die Ehe wurde 1930 geschieden.
Von 1920 bis 1924 lebte Schultz-Ewerth mit ihrem Mann in Brüssel, wo dieser im Auftrag des Auswärtigen Amtes tätig war. Es folgten größere Reisen nach den USA, nach Italien und in andere Länder. Zu dieser Zeit begann sie, an den von ihrem Mann verfassten außenpolitischen Wochenschauen mitzuarbeiten, die dieser für nationale Zeitungen schrieb, wodurch sie ihre schriftstellerischen Fähigkeiten und journalistischen Beziehungen weiterentwickelte.
Aufgrund einer Initiative von Schultz-Ewerth unternahm Kapitän Carl Kircheiß seine Weltumsegelung mit dem Fischkutter „Hamburg“. Schultz-Ewerth leitete die Pressepropaganda für dieses Unternehmen. Außerdem schrieb sie ein Buch über das Ereignis (Das neue Kircheiss-Buch), das 1929 erschien, und bearbeitete sie das von Kircheiß verfasste Erlebnisbuch Meine Weltumseglung mit dem Fischkutter Hamburg.
1930 trat Schultz-Ewerth in die NSDAP ein (Mitgliedsnummer 336.090), in der sie sich in den folgenden Jahren aktiv betätigte. So war sie eine der ersten Frauenschaftsleiterinnern der Partei in Berlin. Insbesondere betätigte sie sich auch schriftstellerisch für die NS-Presse. Sie schrieb u. a. für den Völkischen Beobachter, den Angriff und den Stürmer. Darüber hinaus schrieb sie vor allem Hörspiele und Vorträge für den Rundfunk.
Im April 1931 wurde Schultz-Ewerth im Zuge der sogenannten Stennes-Revolte als Anhängerin von Walther Stennes aus der NSDAP ausgeschlossen. Sie erhob dagegen Einspruch und wurde schließlich im Mai 1936 auf Grund eines Beschlusses des Parteigerichts der NSDAP im Gau Groß-Berlin (USchlA) vom 18. Mai 1933 mit Wirkung vom 1. Mai 1933 wieder in die Partei aufgenommen, wobei sie ihre alte Mitgliedsnummer behielt.
Nach 1933 war Schultz-Ewerth außerdem Mitglied der Reichskulturkammer.

## Schriften
- Das neue Kircheiss-Buch. Ein Buch von Mut und deutscher Art, 1929.
- Allerleirauh, 1929.
- Violetta, 1935.
- Trug des Scheins, 1936.
- Ein Mädchen erlebt die Revolution, 1936.